# Eremomela
Eremomela is een geslacht van zangvogels uit de familie Cisticolidae. Vroeger behoorde dit geslacht tot de Zangers of Zangers van de Oude Wereld (Sylviidae).

## Kenmerken
Ze zijn tussen de 8,5 en 12 cm lang. Mannetje en vrouwtje zijn niet onderling verschillend. Ze hebben iets weg van zowel de krombekken als de apalissen. 

## Verspreiding en leefgebied
Dit geslacht kent tien soorten die allemaal voorkomen in Sub-Saharisch Afrika. Het leefgebied van de soorten vertoont sterke onderlinge verschillen. 

## Soorten
Het geslacht kent de volgende soorten:
- Eremomela atricollis – Zwarthalseremomela
- Eremomela badiceps – Roodkaperemomela
- Eremomela canescens – Grijskoperemomela
- Eremomela flavicrissalis – Somalische eremomela
- Eremomela gregalis – Karoo-eremomela
- Eremomela icteropygialis – Geelbuikeremomela
  - E. i. salvadorii – Salvadori's eremomela
- Eremomela pusilla – Groenrugeremomela
- Eremomela scotops – Groenkaperemomela
- Eremomela turneri – Bruinkoperemomela
- Eremomela usticollis – Roesthalseremomela